# ASG Vorwärts Fünfeichen
Die ASG Vorwärts Fünfeichen war eine deutsche Fußballmannschaft aus dem militärischen Standort Fünfeichen. Die Armeesportgemeinschaft existierte bis 1989.

## Sportlicher Werdegang
Vorwärts Fünfeichen spielte neben der zweiten Neubrandenburger Armeesportgemeinschaft Vorwärts Neubrandenburg über mehrere Jahrzehnte stets unterklassig. Die ASG bezog ihre Spieler zum Großteil aus Wehrdienstleistenden, welche in Fünfeichen stationiert waren. Der sportliche Aufstieg der ASG aus Mecklenburg begann mit der von der Armeesportvereinigung Vorwärts angeordneten Auflösung von Vorwärts Neubrandenburg. Da die NVA aus finanziellen Gründen mit Vorwärts Dessau und Vorwärts Stralsund nur noch zwei DDR-Ligisten unterstützte, wechselten Großteile der Mannschaft nach Fünfeichen.
1985 stieg Vorwärts Fünfeichen aus der Bezirksklasse in die drittklassige Bezirksliga Neubrandenburg auf. Bereits in der Auftaktsaison gewann Fünfeichen die Meisterschaft im Bezirk Neubrandenburg. Die Armeesportvereinigung Vorwärts blieb allerdings konsequent und untersagte die Teilnahme an der Aufstiegsrunde zur DDR-Liga. Für Fünfeichen rückte der Zweitplatzierte TSG Neustrelitz nach. Zumindest im FDGB-Pokal durfte die ASG antreten, unterlag aber in der 1. Hauptrunde der BSG Stahl Brandenburg vor 3.000 Zuschauern mit 0:2. In der Folgesaison fuhr die Mannschaft noch einmal die Vizemeisterschaft ein. Nach weiteren gesicherten Mittelfeldplätzen wurde Vorwärts Fünfeichen noch während der Saison 1989/90 aufgelöst und vom Spielbetrieb zurückgezogen.

## Statistik
- Teilnahme FDGB-Pokal: 1986/87

## Personen
- Dirk Koenen
- Andreas Mähl
- Wolfgang Matthies
- Frank Melzer
- Volker Patzenhauer
- Torsten Pügge
- Andreas Rath